# Сечень (Тіміш)
Сечень, Сечені (рум. Săceni) — село у повіті Тіміш в Румунії. Входить до складу комуни Траян-Вуя.
Село розташоване на відстані 349 км на північний захід від Бухареста, 64 км на схід від Тімішоари.

## Населення
За даними перепису населення 2002 року у селі проживали 245 осіб.
Національний склад населення села:
| Національність | Кількість осіб | Відсоток |
| -------------- | -------------- | -------- |
| румуни         | 170            | 69,4%    |
| угорці         | 40             | 16,3%    |
| українці       | 34             | 13,9%    |

Рідною мовою назвали:
| Мова       | Кількість осіб | Відсоток |
| ---------- | -------------- | -------- |
| румунська  | 170            | 69,4%    |
| угорська   | 40             | 16,3%    |
| українська | 34             | 13,9%    |